# 7292 Prosperin
7292 Prosperin är en asteroid i huvudbältet som upptäcktes den 1 mars 1992 i samband med projektet UESAC. Den fick den preliminära beteckningen 1992 EM7 och  namngavs senare efter Eric Prosperin, professor och astronom vid Uppsala observatorium på 1700-talet.
Prosperins senaste periheliepassage skedde den 14 april 2023.